# 蒲庶庇市
蒲庶庇市（英語：City of Prospect）是南澳州的地方政府區域，位於阿德萊德市以北。幾乎佔地不到8平方公里的蒲庶庇市政局議席數目多於其他，是少數的地小人多的議會。於1872年成立，是南澳州最古老的地方政府之一。
根據2016年人口普查，蒲庶庇市人口正持續增長。居民相對年輕（平均年齡為36歲），其中有不少人是「知識工人」；即受過高等教育、擁有技能、高學識，以及較高收入。
近年蒲庶庇市政局鼓勵在主要道路一帶發展全新、混合用途、大規模、高質量、可持續發展的項目，包括整體規劃、改善公共及基建設施等。此政策在蒲庶庇市的主要道路創造許多商機，提供更多住屋選擇以適應不斷增長的多元化人口、更高的工作空缺、以及進一步本地經濟。

## 市政局
蒲庶庇市政局（英語：City Council of Prospect）是蒲庶庇市的市政機關，目前有九名議員。
| 選區 | 政黨 | 政黨   | 議員                | 備註 |
| ---- | ---- | ------ | ------------------- | ---- |
| 市長 |      | 工黨   | 柯樂賢              |      |
| 北區 |      | 獨立   | 阮翠（Thuy Nguyen） |      |
| 北區 |      | 獨立   | Robin Pearce        |      |
| West |      | 獨立   | Kristina Barnett    |      |
| West |      | 獨立   | Matt Larwood        |      |
| 中區 |      | 獨立   | Mark Groote         |      |
| 中區 |      | 獨立   | Alison De Backer    |      |
| 東區 |      | 獨立   | Allen Harris        |      |
| 東區 |      | 自由黨 | Steven Rypp         |      |

## 歷史
蒲庶庇地區為澳洲原住民加雲拿人傳統土地上，主要在阿德萊德平原一帶活動。1838年，歐洲移民登陸後，認為當地具「美麗前景」之氣色；又形容是「樹木繁茂，樹膠飄蕩，樹蔭陰沉」。隨南澳殖民地成立，威廉·禮智上校就隨即將該地命名為蒲庶庇邨（英語：Prospect Village），並歸入「鄉郊地區」。
英國商人晏加士被獲准在「鄉郊地區」一帶開發，他與其他南澳早期投資者亦被准許購買土地。根據禮智的城市及區域規劃，將都會區以每80英畝（32公頃）方割成不同的區域（英語：Hundred）。1838年3月，晏加士決定購入三角形狀的474號地皮，即是現時的歌連士活。之後再以Mechanics Land Company名義再購入六塊土地，當中包括蒲庶庇邨所在的349號地皮。該公司將將80英畝的土地分割成每8-英畝（3.2-公頃）一塊，並以每塊十英鎊的價格售出。蒲庶庇邨南部（即348號地皮）又被稱為小阿德萊德（英語：Little Adelaide, South Australia）。
1838年11月，蒲庶庇邨部分土地被宣傳為「通往海港的新道路」（英語：fronting the new road to the harbour）並公開發售。早期當地人曾在蒲庶庇一帶種植，但因土壤自然乾燥而失敗，而最近的水源位於多倫士河。長期以來，蒲庶庇大部份的土地都沒有圍欄，並未有阻止附近地區的牲畜在春天期間於蒲庶庇山丘上進食茂密草。

### 地方政府成立
1846年，蒲庶庇被劃入油泰來區域，隨後在1853年被油泰來區議會取代；蒲庶庇當時位於油泰來區的最南端。1868年，油泰來區以乾河為界，分為南北兩區；蒲庶庇改屬油泰來南區議會。1872年8月，在蒲庶庇邨居民要求下，獨立成蒲庶庇區議會（英語：District Council of Prospect），

### 地價急升急跌
1880年代，蒲庶庇地價急速上升，越來越多人將地皮細分出售，不少房屋相繼建成。然而在1890年代地價急跌，出現不少空置房屋，甚至房屋出租每週僅需幾先令。

### 市政
1933年12月，蒲庶庇區議會獲升格為蒲庶庇公司市鎮（英語：Corporation of the Town of Prospect），並分成廖氏禾富、Kingston、福至來、St. John's Wood、Highbury五個區域，每區由兩名議員代表。

## 地域行政分區及郵政編碼
| 地區（英）       | 地區（中） | 郵便編號 |
| ---------------- | ---------- | -------- |
| Broadview        | 卜樂威     | 5083     |
| Collinswood      | 歌連士活   | 5081     |
| Fitzroy          | 福至來     | 5082     |
| Medindie Gardens | 密甸地花園 | 5081     |
| Nailsworth       | 廖氏禾富   | 5083     |
|                  | 蒲庶庇     | 5082     |
| Ovingham         | 柯榮咸     | 5082     |
| Sefton Park      | 些富頓柏   | 5083     |
| Thorngate        | 康畿       | 5082     |

## 外部連結
- 官方网站（英文）
- Old Prospectors of South Australia: A Project of Prospect Local History Group （页面存档备份，存于）（英文）
- Prospect Local History Group（英文）

34°53′S 138°36′E / 34.883°S 138.600°E